# Olivier Bouzy
Olivier Bouzy, né le 27 janvier 1961, est un attaché de conservation du patrimoine, docteur en histoire médiévale et historien médiéviste français. Spécialiste de Jeanne d'Arc, il travaille au Centre Jeanne d'Arc à Orléans,,,.

## Publications

### Ouvrages
- Olivier Bouzy, Jeanne d'Arc : mythes et réalités, La Ferté-Saint-Aubin, l'Atelier de l'Archer, 1999, 191 p. (ISBN 2-84548-021-0, présentation en ligne).
- Olivier Bouzy, Jeanne d'Arc, l'histoire à l'endroit !, Tours, CLD éditions, 2008, 284 p. (ISBN 978-2-85443-531-3, présentation en ligne).
- Olivier Bouzy, La révolte des nobles du Berry contre Louis XI : guerre et économie en 1465, Paris, L'Harmattan, 2006, 272 p. (ISBN 2-296-01035-0, présentation en ligne).
- Olivier Bouzy, Jeanne d'Arc en son siècle, Paris, Fayard, 2013, 317 p. (ISBN 978-2-213-67205-2, présentation en ligne).
- Philippe Contamine, Olivier Bouzy et Xavier Hélary, Jeanne d'Arc. Histoire et dictionnaire, Paris, Robert Laffont, coll. « Bouquins », 2012, 1214 p. (ISBN 978-2-221-10929-8, présentation en ligne).